# Slowaakse Vrijheidspartij
De Slowaakse Vrijheidspartij (Slowaaks: Slovenská strana slobody, afkorting SSS) was een in 1946 opgerichte politieke partij.
De SSS werd op 1 april 1946 opgericht door leden van de Democratische Partij. De Democratische Partij was in 1944 ontstaan en nam samen met de communisten deel aan de Slowaakse opstand van dat jaar. De partij was heel populair en het zag ernaar uit dat de democraten (een coalitie van agrariërs en rooms-katholieken) de verkiezingen voor de Slowaakse Nationale Raad van mei 1946 zouden gaan winnen. Vóór de verkiezingen wisten de communisten enkele leden van de Democratische Partij zover te krijgen om een nieuwe partij op te richten, de SSS. De bedoeling was om zo de democraten bij de verkiezingen te verzwakken. Bij de verkiezingen voor de Slowaakse Nationale Raad op 26 mei 1946 behaalde de Democratische Partij echter een absolute meerderheid van 62% van de stemmen, de communisten 30,7% van de stemmen, de Arbeiderspartij van Slowakije 3,11% van de stemmen en de SSS 3,73% van de stemmen. Het plan van de communisten om de democraten te verzwakken was niet gelukt en de partij werd korte tijd daarna verboden. De zetels van de Democratische Partij werden vervolgens door de Communistische Partij van Slowakije (KSS) overgenomen. 
In 1948 werd de Slowaakse Vrijheidspartij lid van het Nationaal Front (Národný front). Na de communistische staatsgreep later dat jaar werden alle partijen die niet waren aangesloten bij het Nationaal Front verboden. 
Tot 1989 bleef de SSS in de Slowaakse Nationale Raad vertegenwoordigd met 4 afgevaardigden. De partijleden waren katholieken, protestanten en agrariërs. Werkelijke invloed bezat de partij niet. Vavro Šrobár, de eerste voorzitter van de SSS (en medestichter van Tsjecho-Slowakije in 1918) was van 1945 tot 1947 minister van Financiën en van 1948 tot 1950 minister van Eenheid van Wetten van Slowakije.